# Liste der Baudenkmäler in Duisburg-Mitte
Die Liste der Baudenkmäler in Duisburg-Mitte enthält die denkmalgeschützten Bauwerke auf dem Gebiet des Stadtbezirks Duisburg-Mitte in Nordrhein-Westfalen (Stand: 1. Januar 2025). Diese Baudenkmäler sind in der Denkmalliste der Stadt Duisburg eingetragen; Grundlage für die Aufnahme ist das Denkmalschutzgesetz Nordrhein-Westfalen (DSchG NRW).

## Liste der Baudenkmäler in Duisburg-Mitte
| Bild                                                         | Bezeichnung                                                        | Lage                                                                         | Beschreibung | Bauzeit                                 | Eingetragen seit   | Denkmal- nummer |
| ------------------------------------------------------------ | ------------------------------------------------------------------ | ---------------------------------------------------------------------------- | --- | --------------------------------------- | ------------------ | --------------- |
| weitere Bilder                                               | Uferbefestigung                                                    | Altstadt & Kaßlerfeld keine Adresse Karte 1, Karte 2                         | umfasst die mit Werksteinen verkleideten Böschungen, die viele Bereiche des Ufers des Innenhafens umgeben | 20. Jh.                                 | 11. März 1999      | 494             |
| weitere Bilder                                               | Dickelsbachsiedlung                                                | Wanheimerort Adolf-Wagner-Straße u. a. Adressen siehe rechts Karte           | Nach dem Dickelsbach benannte, aufgrund der Wohnungsnot nach Erstem Weltkrieg, Inflation und Ruhrbesetzung erbaute Siedlung. Die erste von drei baugleichen Typensiedlungen neben der Ratingsee-Siedlung und der Diergardtsiedlung, die von Heinrich Bähr und Hermann Bräuhäuser entworfen wurden. zugehörige Adressen Adolf-Wagner-Straße 2 Adolf-Wagner-Straße 4 Adolf-Wagner-Straße 6 Adolf-Wagner-Straße 10 Adolf-Wagner-Straße 18 Adolf-Wagner-Straße 20 Adolf-Wagner-Straße 22 Adolf-Wagner-Straße 24 Adolf-Wagner-Straße 26 Adolf-Wagner-Straße 28 Berlepschstraße 1 Berlepschstraße 3 Bodelschwinghstraße 2 Bodelschwinghstraße 4 Bodelschwinghstraße 6 Bodelschwinghstraße 8 Bodelschwinghstraße 10 Bodelschwinghstraße 12 Bodelschwinghstraße 14 Bodelschwinghstraße 16 Bodelschwinghstraße 18 Bodelschwinghstraße 20 Bodelschwinghstraße 22 Bodelschwinghstraße 24 Bodelschwinghstraße 26 Bodelschwinghstraße 28 Bodelschwinghstraße 30 Bodelschwinghstraße 32 Bodelschwinghstraße 34 Bodelschwinghstraße 36 Bodelschwinghstraße 38 Bodelschwinghstraße 40 Bodelschwinghstraße 42 Bodelschwinghstraße 44 Bodelschwinghstraße 46 Bodelschwinghstraße 48 Bodelschwinghstraße 50 Bodelschwinghstraße 52 Bodelschwinghstraße 54 Bodelschwinghstraße 56 Bodelschwinghstraße 58 Bodelschwinghstraße 60 Bodelschwinghstraße 62 Bodelschwinghstraße 64 Bodelschwinghstraße 66 Bodelschwinghstraße 68 Bodelschwinghstraße 70 Bodelschwinghstraße 72 Bodelschwinghstraße 74 Bodelschwinghstraße 76 Bodelschwinghstraße 78 Bodelschwinghstraße 80 Damaschkestraße 1 Damaschkestraße 2 Damaschkestraße 3 Damaschkestraße 4 Damaschkestraße 5 Damaschkestraße 6 Damaschkestraße 8 Damaschkestraße 10 Damaschkestraße 12 Damaschkestraße 14 Damaschkestraße 15 Damaschkestraße 16 Damaschkestraße 18 Damaschkestraße 19 Damaschkestraße 20 Damaschkestraße 21 Damaschkestraße 22 Damaschkestraße 23 Damaschkestraße 24 Damaschkestraße 25 Damaschkestraße 26 Damaschkestraße 27 Damaschkestraße 28 Damaschkestraße 29 Damaschkestraße 30 Damaschkestraße 31 Damaschkestraße 32 Damaschkestraße 33 Damaschkestraße 34 Damaschkestraße 35 Damaschkestraße 36 Damaschkestraße 37 Damaschkestraße 38 Damaschkestraße 39 Damaschkestraße 40 Damaschkestraße 41 Damaschkestraße 42 Damaschkestraße 43 Damaschkestraße 44 Damaschkestraße 45 Damaschkestraße 46 Damaschkestraße 47 Damaschkestraße 48 Damaschkestraße 49 Damaschkestraße 50 Damaschkestraße 51 Damaschkestraße 52 Damaschkestraße 53 Damaschkestraße 54 Damaschkestraße 55 Damaschkestraße 56 Damaschkestraße 57 Damaschkestraße 58 Damaschkestraße 59 Damaschkestraße 60 Damaschkestraße 61 Damaschkestraße 62 Damaschkestraße 63 Damaschkestraße 64 Düsseldorfer Straße 399 Düsseldorfer Straße 401 Düsseldorfer Straße 403 Düsseldorfer Straße 405 Düsseldorfer Straße 407 Düsseldorfer Straße 409 Düsseldorfer Straße 411 Düsseldorfer Straße 413 Düsseldorfer Straße 415 Düsseldorfer Straße 417 Düsseldorfer Straße 419 Düsseldorfer Straße 421 Düsseldorfer Straße 423 Düsseldorfer Straße 425 Düsseldorfer Straße 427 Düsseldorfer Straße 429 Düsseldorfer Straße 431 Friedrich-Naumann-Straße 1 Friedrich-Naumann-Straße 2 Friedrich-Naumann-Straße 3 Friedrich-Naumann-Straße 4 Friedrich-Naumann-Straße 5 Friedrich-Naumann-Straße 6 Friedrich-Naumann-Straße 7 Friedrich-Naumann-Straße 8 Friedrich-Naumann-Straße 9 Friedrich-Naumann-Straße 10 Friedrich-Naumann-Straße 11 Friedrich-Naumann-Straße 12 Friedrich-Naumann-Straße 13 Friedrich-Naumann-Straße 14 Friedrich-Naumann-Straße 15 Friedrich-Naumann-Straße 16 Friedrich-Naumann-Straße 17 Friedrich-Naumann-Straße 18 Friedrich-Naumann-Straße 19 Friedrich-Naumann-Straße 20 Friedrich-Naumann-Straße 21 Friedrich-Naumann-Straße 22 Friedrich-Naumann-Straße 23 Friedrich-Naumann-Straße 24 Friedrich-Naumann-Straße 25 Friedrich-Naumann-Straße 26 Friedrich-Naumann-Straße 30 Friedrich-Naumann-Straße 33 Friedrich-Naumann-Straße 36 Friedrich-Naumann-Straße 39 Friedrich-Naumann-Straße 44 Friedrich-Naumann-Straße 45 Friedrich-Naumann-Straße 50 Friedrich-Naumann-Straße 58 Friedrich-Naumann-Straße 60 Friedrich-Naumann-Straße 62 Friedrich-Naumann-Straße 64 Max-Brandts-Straße 1 Max-Brandts-Straße 2 Max-Brandts-Straße 3 Max-Brandts-Straße 4 Max-Brandts-Straße 5 Max-Brandts-Straße 6 Max-Brandts-Straße 7 Max-Brandts-Straße 8 Max-Brandts-Straße 9 Max-Brandts-Straße 10 Max-Brandts-Straße 11 Max-Brandts-Straße 12 Max-Brandts-Straße 13 Max-Brandts-Straße 14 Max-Brandts-Straße 15 Max-Brandts-Straße 16 Max-Brandts-Straße 17 Max-Brandts-Straße 18 Max-Brandts-Straße 19 Max-Brandts-Straße 20 Max-Brandts-Straße 21 Max-Brandts-Straße 22 Max-Brandts-Straße 23 Max-Brandts-Straße 24 Max-Brandts-Straße 25 Max-Brandts-Straße 26 Max-Brandts-Straße 27 Max-Brandts-Straße 28 Max-Brandts-Straße 29 Max-Brandts-Straße 30 Max-Brandts-Straße 31 Max-Brandts-Straße 32 Max-Brandts-Straße 33 Max-Brandts-Straße 34 Max-Brandts-Straße 35 Max-Brandts-Straße 36 Max-Brandts-Straße 37 Max-Brandts-Straße 38 Max-Brandts-Straße 39 Max-Brandts-Straße 40 Max-Brandts-Straße 41 Max-Brandts-Straße 42 Max-Brandts-Straße 43 Max-Brandts-Straße 44 Max-Brandts-Straße 45 Max-Brandts-Straße 46 Max-Brandts-Straße 47 Max-Brandts-Straße 48 Max-Brandts-Straße 49 Max-Brandts-Straße 50 Max-Brandts-Straße 51 Max-Brandts-Straße 52 Max-Brandts-Straße 53 Max-Brandts-Straße 54 Max-Brandts-Straße 55 Max-Brandts-Straße 56 Max-Brandts-Straße 57 Max-Brandts-Straße 58 Max-Brandts-Straße 59 Max-Brandts-Straße 60 Max-Brandts-Straße 61 Max-Brandts-Straße 62 Max-Brandts-Straße 63 Max-Brandts-Straße 64 Max-Brandts-Straße 66 Max-Brandts-Straße 68 Posadowskyplatz 2 Posadowskyplatz 4 Posadowskyplatz 6 Posadowskyplatz 8 Posadowskyplatz 10 Posadowskyplatz 12 Posadowskyplatz 14 Posadowskyplatz 16 Posadowskyplatz 18 Posadowskyplatz 20 Posadowskyplatz 22 Posadowskyplatz 24 Posadowskyplatz 26 Posadowskyplatz 28 Posadowskyplatz 30 Posadowskyplatz 32 Posadowskyplatz 34 Posadowskyplatz 36 Posadowskyplatz 38 Posadowskyplatz 40 Posadowskyplatz 42 Posadowskyplatz 44 Posadowskyplatz 46 Posadowskyplatz 48 Posadowskyplatz 50 Posadowskyplatz 52 Posadowskyplatz 54 Posadowskyplatz 56 Posadowskyplatz 58 Schmollerstraße 12 Schmollerstraße 14 Schmollerstraße 16 Schmollerstraße 18 Schmollerstraße 20 Schmollerstraße 22 Wilhelm-Ketteler-Straße 2 Wilhelm-Ketteler-Straße 4 Wilhelm-Ketteler-Straße 6 Wilhelm-Ketteler-Straße 8 Wilhelm-Ketteler-Straße 10 Wilhelm-Ketteler-Straße 12 Wilhelm-Ketteler-Straße 14 Wilhelm-Ketteler-Straße 16 Wilhelm-Ketteler-Straße 18 Wilhelm-Ketteler-Straße 20 Wilhelm-Ketteler-Straße 22 Wilhelm-Ketteler-Straße 24 Wilhelm-Ketteler-Straße 26 Wilhelm-Ketteler-Straße 28 Wilhelm-Ketteler-Straße 30 Wilhelm-Ketteler-Straße 32 Wilhelm-Ketteler-Straße 34 Wilhelm-Ketteler-Straße 36 Wilhelm-Ketteler-Straße 38 Wilhelm-Ketteler-Straße 40 Wilhelm-Ketteler-Straße 42 Wilhelm-Ketteler-Straße 44 Wilhelm-Ketteler-Straße 46 Wilhelm-Ketteler-Straße 48 Wilhelm-Ketteler-Straße 50 Wilhelm-Ketteler-Straße 52 Wilhelm-Ketteler-Straße 54 Wilhelm-Ketteler-Straße 56 Wilhelm-Ketteler-Straße 58 Wilhelm-Ketteler-Straße 60 Wilhelm-Ketteler-Straße 62 Wilhelm-Ketteler-Straße 64 Wilhelm-Ketteler-Straße 66 Wilhelm-Ketteler-Straße 68 Wilhelm-Ketteler-Straße 70 Wilhelm-Ketteler-Straße 72 Wilhelm-Ketteler-Straße 74 Zum Lith 1 Zum Lith 2 Zum Lith 3 Zum Lith 4 Zum Lith 5 Zum Lith 7 Zum Lith 9 Zum Lith 11 Zum Lith 13 Zum Lith 15 Zum Lith 17 Zum Lith 19 Zum Lith 21 Zum Lith 23 Zum Lith 25 Zum Lith 27 Zum Lith 29 Zum Lith 31 Zum Lith 33 Zum Lith 35 Zum Lith 37 Zum Lith 39 Zum Lith 41 Zum Lith 43 Zum Lith 45 Zum Lith 47 Zum Lith 49 Zum Lith 51 Zum Lith 53 Zum Lith 55 Zum Lith 57 Zum Lith 59 Zum Lith 61 Zum Lith 63 Zum Lith 65 Zum Lith 67 | 1926–1927                               | 5. Januar 1993     | 320             |
| weitere Bilder                                               | Stadtmauer mit Aachener Turm und Koblenzer Turm                    | Altstadt Am Alten Wehrgang Springwall Karte 1, Karte 2, Karte 3              | einzig großflächig erhaltene Stadtmauer aus dem Mittelalter im Ruhrgebiet; sie befindet sich auch am heutigen Innenhafen entlang der früheren Stadttore und wurde im 13. Jahrhundert um mehrere Türme, zum Beispiel um den Koblenzer Turm, erweitert. | um 1100                                 | 19. März 1985      | 58              |
| weitere Bilder                                               | Haus Hartenfels: Villa mit Park                                    | Neudorf-Nord Am Haus Hartenfels 1 Karte 1, Karte 2                           | von Hermann Wolters für den Großindustriellen Peter Klöckner nach dem Vorbild der Landhäuser von Bodo Ebhardt im Stil des späten Historismus, zusammen mit Gotik-Elementen am Außenbau und der Renaissance im Inneren, errichtete Villa. Nach dem Tod des Besitzers und der Nutzung als Notunterkunft nach dem Zweiten Weltkrieg verwahrloste das Gebäude, die Außenfassaden wurden 1986 äußerlich renoviert und der Originalzustand bestmöglich wiederhergestellt. Das Innere des leerstehenden Gebäudes ist noch nicht wieder fertig ausgebaut. Zum Haus Hartenfels, das im Duisburger Stadtwald auf dem höchsten Punkt der Stadt an der Grenze zu Mülheim an der Ruhr liegt, gehören neben dem Park und der Villa auch noch ein Pförtnerhaus mit Remisengebäude und ein Gärtnerhaus. | 1911–1912                               | 20. März 1995      | 350             |
| weitere Bilder                                               | Haus Hartenfels: Pförtnerhaus mit Remisengebäude                   | Neudorf-Nord Am Haus Hartenfels 2 Karte                                      | | um 1912                                 | 20. März 1995      | 350             |
| weitere Bilder                                               | Haus Hartenfels: Gärtnerhaus                                       | Neudorf-Nord Am Haus Hartenfels 3 Karte                                      | | um 1912                                 | 20. März 1995      | 350             |
| weitere Bilder                                               | Wohngebäude                                                        | Duissern Am Kaiserberg 4 Karte                                               | | –                                       | 29. Januar 1999    | 489             |
| Wohnhaus                                                     | Wohnhaus                                                           | Altstadt Am Mühlenberg 18 Karte                                              | Architekt: Wilhelm Weimann; Bauherr: Reedereidirektor Fritz Huppert | 1925                                    | 30. Juni 2014      | 648             |
| Bahnwärterhaus                                               | Bahnwärterhaus                                                     | Duissern Am Schnabelhuck 24a Karte                                           | Weichensteller-Doppelwohnhaus an der ehemaligen Trasse der Bahnstrecke Duisburg–Quakenbrück der Rheinischen Eisenbahngesellschaft | 1900                                    | 23. Mai 2016       | 692             |
| Wohnhaus Dr.-Ing. Max Schinkel                               | Wohnhaus Dr.-Ing. Max Schinkel                                     | Neudorf-Nord Am Waldessaum 3 Karte                                           | von Architekt Rudolf Kuckelmann mit querrechteckigem Grundriss geplantes Wohnhaus des Hafenbaudirektors Dr.-Ing. Max Schinkel. Es besitzt zwei Vollgeschosse, ein Walmdach und zur westlich gelegenen Straßenfront einen äußerlich platzierten, eingeschossigen Erker. | 1936                                    | 16. September 2010 | 605             |
| weitere Bilder                                               | Kaiserberganlagen                                                  | Duissern Am Zoo Mülheimer Straße 215 Karte                                   | enger Zusammenhang mit dem Botanischer Garten |                                         | 17. August 2020    | 719             |
| weitere Bilder                                               | Ehrenfriedhof Kaiserberg, Kriegsgräberstätte                       | Duissern Am Zoo Karte                                                        | Entwurf: Karl Pregizer | 1914–1919                               | 27. Juni 2014      | 659             |
| Geschäftshaus                                                | Geschäftshaus                                                      | Altstadt Beekstraße 30, 32 Großer Kalkhof 1, 3 Karte                         | Wohn- und Geschäftshaus von Otto Schmitt, 1912 unter Heinrich Steinmetz erbaut, vereinhalbgeschossig mit Walmdach, dreiflügelig, verkleidet mit Werksteinplatten, Rundturm an der Ecke Beekstraße/Großer Kalkhof | 1912                                    | 24. März 1998      | 469             |
| Wohnhaus                                                     | Wohnhaus                                                           | Dellviertel Böningerstraße 39 Karte                                          | Architekten: Gustav von Cube & Arthur Buchloh; Bauherr: Dr. Max Vygen | 1924                                    | 20. April 2012     | 626             |
| weitere Bilder                                               | Wohnhaus                                                           | Duissern Brauerstraße 20 Karte                                               | ortsbildprägendes Gebäude der Gründerzeit mit Putzfassade der Architekten Gustav Rahne und Wilhelm Weimann, nördlicher Teil einer dreiteiligen Häusergruppe in annähernd symmetrischer Konzeption in den Formen der Neorenaissance | 1911                                    | 9. Juli 2014       | 653             |
| weitere Bilder                                               | Wohnhaus                                                           | Duissern Brauerstraße 22 Karte                                               | ortsbildprägendes Gebäude der Gründerzeit mit Putzfassade, ursprünglich Pfarrhaus, der Architekten Gustav Rahne und Wilhelm Weimann, mittlerer Teil einer dreiteiligen Häusergruppe in annähernd symmetrischer Konzeption in den Formen der Neorenaissance | 1908–1909                               | 9. Juli 2014       | 654             |
| weitere Bilder                                               | Wohnhaus                                                           | Duissern Brauerstraße 24 Karte                                               | ortsbildprägendes Gebäude der Gründerzeit mit Putzfassade der Architekten Gustav Rahne und Wilhelm Weimann, südlicher Teil einer dreiteiligen Häusergruppe in annähernd symmetrischer Konzeption in den Formen der Neorenaissance | um 1910                                 | 14. Juli 2014      | 655             |
| weitere Bilder                                               | Mercatorbrunnen                                                    | Altstadt Burgplatz Karte                                                     | Anlässlich des 300. Geburtstags von Gerhard Mercator gestifteter Brunnen mit Denkmal im Stil des Historismus, geplant bereits seit 1871, 1878 nach Entwurf von Stadtbaumeister Hermann Schülke (Architektur) und Bildhauer Anton Josef Reiss (Skulptur) ausgeführt. Das Sandsteinbauwerk besteht aus vier Säulen, zwischen denen unten vier Delfine installiert sind, und die oberhalb mit Rundbögen verbunden sind, an deren Ecken sich Kinderstatuen befinden. Darüber ist das mittig positionierte, zweieinhalb Meter hohe Standbild von Gerhard Mercator. | 1878                                    | 26. November 1990  | 172             |
| weitere Bilder                                               | Rathaus Duisburg                                                   | Altstadt Burgplatz 17/19 Karte                                               | das von Friedrich Ratzel geplante Rathaus vereint eine Mischung mehrerer Stile, vordergründig den Historismus, aber auch Romantik, Gotik und Renaissance. Der Stadtbild prägende, weiterhin sichtbare Turm weist einen Dachreiter und Renaissance-Elemente auf. | 1896–1902                               | 19. März 1985      | 57              |
| weitere Bilder                                               | Stadtwerketurm                                                     | Dellviertel Charlottenstraße 48 Julius-Weber-Straße Karte                    | Architekt: Georg Lewenton. Ehemaliges Kamin-Aggregat (Schornsteinturm) des 2024 abgerissenen Heizkraftwerkes B/II, bestehend aus Unterbau, Stahltraggerüst, Aufzugsturm und Rauchgasrohren | 1967–1968                               | 12. März 2013      | 645             |
| Villa                                                        | Villa                                                              | Dellviertel Curtiusstraße 1 Karte                                            | Architekten: Gustav von Cube und Arthur Buchloh | 1923                                    | 22. Februar 2002   | 525             |
| Villa                                                        | Villa                                                              | Dellviertel Curtiusstraße 3 Karte                                            | Architekten: Gustav von Cube und Arthur Buchloh | 1924                                    | 22. Februar 2002   | 526             |
| BW                                                           | Wohnhaus                                                           | Dellviertel Curtiusstraße 7 Karte                                            | | 1933                                    | 2025               | 763             |
| weitere Bilder                                               | Katholische Pfarrkirche St. Joseph                                 | Dellviertel Dellplatz 20 Karte                                               | neugotische dreischiffige Hallenkirche von Heinrich Wiethase am Dellplatz. Nach der Kriegszerstörung 1944 Wiederaufbau unter Dominikus Böhm unter Einbeziehung der alten Überreste. 1954 wurde während einer Turmrenovierung das vormals spitze Dach verflacht, er misst nun 41 m. Die Kirche St. Joseph ist die Pfarrkirche der Pfarrei Liebfrauen. | 1871–1874 1947–1950                     | 13. März 1985      | 36              |
| weitere Bilder                                               | Diergardtsiedlung                                                  | Neuenkamp Diergardtstraße u. a. Adressen siehe rechts Karte                  | neben der Ratingsee-Siedlung eine von drei Typen-Siedlungen, nach dem Konzept der Ersten, der Dickelsbachsiedlung, aufgrund der Wohnungsnot nach Erstem Weltkrieg, Inflation und Ruhrbesetzung erbaut. Geplant wurde die Einfamilienhaussiedlung von den Architekten Heinrich Bähr und Hermann Bräuhäuser unter Leitung von Karl Pregizer. zugehörige Adressen Diergardtstraße 1 Diergardtstraße 2 Diergardtstraße 3 Diergardtstraße 4 Diergardtstraße 5 Diergardtstraße 6 Diergardtstraße 7 Diergardtstraße 8 Diergardtstraße 9 Diergardtstraße 10 Diergardtstraße 11 Diergardtstraße 12 Diergardtstraße 13 Diergardtstraße 14 Diergardtstraße 15 Diergardtstraße 16 Diergardtstraße 17 Diergardtstraße 18 Diergardtstraße 19 Diergardtstraße 20 Diergardtstraße 21 Diergardtstraße 22 Diergardtstraße 23 Diergardtstraße 24 Diergardtstraße 25 Diergardtstraße 26 Diergardtstraße 27 Diergardtstraße 28 Diergardtstraße 29 Diergardtstraße 30 Diergardtstraße 31 Diergardtstraße 32 Diergardtstraße 33 Diergardtstraße 34 Diergardtstraße 35 Diergardtstraße 36 Diergardtstraße 37 Diergardtstraße 38 Diergardtstraße 39 Diergardtstraße 40 Diergardtstraße 41 Diergardtstraße 42 Diergardtstraße 43 Diergardtstraße 44 Diergardtstraße 45 Diergardtstraße 46 Diergardtstraße 47 Diergardtstraße 48 Diergardtstraße 49 Diergardtstraße 50 Diergardtstraße 51 Diergardtstraße 52 Diergardtstraße 53 Diergardtstraße 54 Diergardtstraße 55 Diergardtstraße 56 Diergardtstraße 57 Diergardtstraße 58 Diergardtstraße 59 Diergardtstraße 60 Diergardtstraße 61 Diergardtstraße 63 Gocher Straße 1 Gocher Straße 2 Gocher Straße 3 Gocher Straße 4 Gocher Straße 5 Gocher Straße 6 Gocher Straße 7 Gocher Straße 8 Gocher Straße 9 Gocher Straße 10 Gocher Straße 11 Gocher Straße 12 Gocher Straße 13 Gocher Straße 14 Gocher Straße 15 Gocher Straße 16 Gocher Straße 17 Gocher Straße 18 Gocher Straße 19 Gocher Straße 20 Gocher Straße 21 Gocher Straße 22 Im Bovefeld 21 Im Bovefeld 23 Im Bovefeld 24 Im Bovefeld 25 Im Bovefeld 26 Im Bovefeld 27 Im Bovefeld 28 Im Bovefeld 29 Im Bovefeld 30 Im Bovefeld 31 Im Bovefeld 32 Im Bovefeld 33 Im Bovefeld 34 Im Bovefeld 35 Im Bovefeld 36 Im Bovefeld 37 Im Bovefeld 38 Im Bovefeld 39 Im Bovefeld 40 Im Bovefeld 41 Im Bovefeld 42 Im Bovefeld 44 Im Bovefeld 46 Im Bovefeld 48 Im Bovefeld 50 Im Bovefeld 52 Im Bovefeld 54 Im Bovefeld 56 Im Bovefeld 58 Im Bovefeld 60 Im Bovefeld 62 Im Bovefeld 64 Im Bovefeld 66 Xantener Straße 1 Xantener Straße 3 Xantener Straße 5 Xantener Straße 7 Xantener Straße 9 Xantener Straße 11 Xantener Straße 13 Xantener Straße 15 Xantener Straße 17 Xantener Straße 19 Xantener Straße 21 Xantener Straße 23 Xantener Straße 25 Xantener Straße 27 Xantener Straße 29 Xantener Straße 31 Xantener Straße 33 Xantener Straße 35 Xantener Straße 37 Xantener Straße 39 Xantener Straße 41 Xantener Straße 43 Xantener Straße 45 Xantener Straße 47 Xantener Straße 49 | 1927–1928                               | 28. Oktober 1999   | 503             |
| Folkwang-Hochschule Duisburg                                 | Folkwang-Hochschule Duisburg                                       | Dellviertel Düsseldorfer Straße 19 Karte                                     | ehemaliges Bankgebäude im Stil des Historismus; viergeschossiger, siebenachsiger Natursteinbau; axialsymmetrisch gegliederte Fassade; Achsentrennung durch Pilaster, die unterhalb mit von Kränzen umgebenden Medaillons geschmückt sind, auf denen sich wiederum Putten befinden | 1904–1906                               | 13. Januar 1988    | 133             |
| ehemalige Reichsbank                                         | ehemalige Reichsbank                                               | Dellviertel Düsseldorfer Straße 21 Karte                                     | dreigeschossiges Gebäude der ehemaligen Filiale der Reichsbank (offiziell „Reichsbank-Stelle Duisburg“), Entwurf vom Düsseldorfer Architekten Hermann Stiller, 1950–1985 Filiale der Landeszentralbank | 1897                                    | 25. März 1985      | 66              |
| weitere Bilder                                               | Lehmbruck-Museum                                                   | Dellviertel Düsseldorfer Straße 51, 53, 55 Friedrich-Wilhelm-Straße 40 Karte | aus mehreren Gebäuden bestehendes Wilhelm-Lehmbruck-Museum, das in mehreren Bauabschnitten nach Plänen seines Sohnes Manfred Lehmbruck erbaut wurde | 1959–1964 1985–1987                     | 12. April 2000     | 504             |
| Haus Röchling                                                | Haus Röchling                                                      | Dellviertel Düsseldorfer Straße 193 Karte                                    | freistehendes, zweigeschossiges Einfamilienhaus, unterkellert, mit wiederum zweigeschossigem Krüppelwalmdach; vom Berliner Architekten Bruno Paul für Ernst Röchling errichtet | 1913–1914                               | 22. Juli 2009      | 588             |
| Waldfriedhof: Jüdische Gräber                                | Waldfriedhof: Jüdische Gräber                                      | Wanheimerort Düsseldorfer Straße 601 Karte                                   | | 1930                                    | 11. November 2013  | 656             |
| Grabstätte der Familie Peter Klöckner                        | Grabstätte der Familie Peter Klöckner                              | Wanheimerort Düsseldorfer Straße 601 Karte                                   | Grabstätte mit zylindrischem Kuppelbau aus grauer Basaltlava als Mausoleum der Familie Peter Klöckner mit Einfriedungsmauer und Plattenweg auf dem Waldfriedhof, entworfen von dem Architekten Herman Gehrig und dem Bildhauer Alexander Zschokke | 1937                                    | 5. Juli 2017       | 704             |
| weitere Bilder                                               | Waldfriedhof: Skulpturen „Drei Lebensalter“ des alten Krematoriums | Wanheimerort Düsseldorfer Straße 601 Karte                                   | Künstler: Kurt Schwippert | 1952                                    | 10. Februar 2016   | 682             |
| weitere Bilder                                               | Waldfriedhof: Alte Kapelle                                         | Wanheimerort Düsseldorfer Straße 601 Karte                                   | Architekt: Hermann Bräuhäuser | 1921–1925                               | 10. Februar 2016   | 682             |
| BW                                                           | Waldfriedhof: Eingangsanlage mit Toren                             | Wanheimerort Düsseldorfer Straße 603 Karte                                   | Architekt: Hermann Bräuhäuser | 1921–1925                               | 10. Februar 2016   | 682             |
| BW                                                           | Waldfriedhof: Wohn- und Verwaltungsgebäude und Wandelgang          | Wanheimerort Düsseldorfer Straße 605/607/609 Karte 1, Karte 2, Karte 3       | Architekt: Hermann Bräuhäuser | 1921–1925                               | 10. Februar 2016   | 682             |
| weitere Bilder                                               | Expo-Brücke                                                        | Neudorf-Nord Forsthausweg Karte                                              | für die Expo 58 in Brüssel gebaute und genutzte Seitenträgerbrücke; Die 60 m lange Fußgängerbrücke wurde von Egon Eiermann und Sep Ruf entworfen und nach der Ausstellung nach Duisburg verlagert. Heute unterführt sie die Bundesautobahn 3. Der Pylon der Stahlkonstruktion ist 50 m hoch. | um 1958                                 | 25. November 1987  | 131             |
| weitere Bilder                                               | ehemalige Polizeiunterkunft                                        | Neudorf-Süd Fraunhoferstraße 16, 18, 20 Karte                                | | 1925–1927                               | 28. Januar 1986    | 101             |
| BW                                                           | Bunkergebäude                                                      | Hochfeld Friedenstraße 3 Karte                                               | Verklinkertes viergeschossiges Bunkergebäude nach den Plänen des Architekten und Regierungsbaumeisters Franz Steinhauer mit ziegelgedecktem Walmdach, und zwei gegenüber liegenden und seitlich angesetzten, ebenfalls geklinkerten eingeschossigen Anbauten mit Satteldach (West- und Ostseite). | 1940–1941                               | 19. Januar 2023    | 734             |
| Villa Giesen                                                 | Villa Giesen                                                       | Dellviertel Friedenstraße 106 Karte                                          | repräsentative Villa, von Gustav von Cube und Arthur Buchloh entworfen für die Ölfabrik Giesen | 1921–1923                               | 17. Oktober 2011   | 601             |
| weitere Bilder                                               | Stadthaus                                                          | Altstadt Friedrich-Albert-Lange-Platz 7 Moselstraße 42 Erftstraße 2/4 Karte  | städtisches Verwaltungsgebäude, entworfen vom Architekten Karl Pregizer | 1924–1926                               | 23. Januar 2010    | 597             |
| Wohnhaus                                                     | Wohnhaus                                                           | Dellviertel Friedrich-Wilhelm-Straße 1 Karte                                 | | 1883                                    | 5. Juli 1994       | 337             |
| Cubus Kunsthalle und Café                                    | Cubus Kunsthalle und Café                                          | Dellviertel Friedrich-Wilhelm-Straße 64 Karte                                | Architekt: Karl René Specht. Ehemalige Stadtbücherei, später Niederrheinisches Museum | 1951–1955                               | 20. Mai 2016       | 691             |
| weitere Bilder                                               | Einschornsteinsiedlung                                             | Neudorf-Süd Gabrielstraße u. a. Adressen siehe rechts Karte                  | Architekten: Johannes Kramer, Walter Kremer und Hermann Bräuhäuser. Mittelständische Wohnhaussiedlung der Bauhaus-Architektur mit kubistischen Prinzipien mit 360 Wohnungen und 81 Einfamilienhäusern zugehörige Adressen Gabrielstraße 27 Gabrielstraße 29 Gabrielstraße 31 Gabrielstraße 33 Gabrielstraße 34 Gabrielstraße 35 Gabrielstraße 36 Gabrielstraße 37 Gabrielstraße 38 Gabrielstraße 40 Gabrielstraße 42 Gabrielstraße 44 Kortumstraße 94 Kortumstraße 96 Kortumstraße 98 Kortumstraße 100 Kortumstraße 102 Kortumstraße 104 Kortumstraße 106 Kortumstraße 108 Kortumstraße 110 Kortumstraße 112 Kortumstraße 114 Kortumstraße 116 Kortumstraße 118 Kortumstraße 120 Kortumstraße 122 Kortumstraße 124 Kortumstraße 126 Kortumstraße 128 Kreutzerstraße 1 Kreutzerstraße 2 Kreutzerstraße 3 Kreutzerstraße 4 Kreutzerstraße 5 Kreutzerstraße 6 Kreutzerstraße 7 Kreutzerstraße 8 Mozartstraße 21 Mozartstraße 23 Mozartstraße 25 Mozartstraße 27 Mozartstraße 29 Mozartstraße 31 Mozartstraße 33 Mozartstraße 35 Mozartstraße 37 Mozartstraße 39 Mozartstraße 41 Mozartstraße 43 Mozartstraße 45 Mozartstraße 47 Mozartstraße 49 Mozartstraße 51 Mozartstraße 53 Mozartstraße 55 Mozartstraße 57 Mozartstraße 59 Mozartstraße 61 Mozartstraße 63 Mozartstraße 65 Mozartstraße 67 Mozartstraße 69 Mozartstraße 71 Mozartstraße 73 Mozartstraße 75 Mozartstraße 77 Mozartstraße 79 Richard-Dehmel-Straße 1 Richard-Dehmel-Straße 2 Richard-Dehmel-Straße 3 Richard-Dehmel-Straße 3a Richard-Dehmel-Straße 4 Richard-Dehmel-Straße 5 Richard-Dehmel-Straße 6 Richard-Dehmel-Straße 7 Richard-Dehmel-Straße 8 Richard-Dehmel-Straße 9 Richard-Dehmel-Straße 10 Richard-Dehmel-Straße 11 Richard-Dehmel-Straße 12 Richard-Dehmel-Straße 14 Richard-Dehmel-Straße 16 Richard-Dehmel-Straße 18 Richard-Dehmel-Straße 20 Richard-Wagner-Straße 50 Richard-Wagner-Straße 52 Richard-Wagner-Straße 53 Richard-Wagner-Straße 54 Richard-Wagner-Straße 55 Richard-Wagner-Straße 56 Richard-Wagner-Straße 57 Richard-Wagner-Straße 58 Richard-Wagner-Straße 59 Richard-Wagner-Straße 60 Richard-Wagner-Straße 61 Richard-Wagner-Straße 62 Richard-Wagner-Straße 63 Richard-Wagner-Straße 64 Richard-Wagner-Straße 65 Richard-Wagner-Straße 66 Richard-Wagner-Straße 67 Richard-Wagner-Straße 68 Richard-Wagner-Straße 70 Richard-Wagner-Straße 72 Richard-Wagner-Straße 74 Richard-Wagner-Straße 76 Richard-Wagner-Straße 78 Richard-Wagner-Straße 80 Richard-Wagner-Straße 82 Richard-Wagner-Straße 84 Richard-Wagner-Straße 86 Richard-Wagner-Straße 88 Richard-Wagner-Straße 90 Richard-Wagner-Straße 92 Richard-Wagner-Straße 94 Richard-Wagner-Straße 96 Richard-Wagner-Straße 98 Richard-Wagner-Straße 100 Richard-Wagner-Straße 102 Richard-Wagner-Straße 104 Richard-Wagner-Straße 106 Richard-Wagner-Straße 108 Silcherstraße 1 Silcherstraße 2 Silcherstraße 3 Silcherstraße 4 Silcherstraße 5 Silcherstraße 6 Silcherstraße 7 Silcherstraße 8 Uthmannstraße 1 Uthmannstraße 2 Uthmannstraße 3 Uthmannstraße 4 Uthmannstraße 5 Uthmannstraße 6 Uthmannstraße 7 Uthmannstraße 8 Uthmannstraße 9 Uthmannstraße 10 Uthmannstraße 11 Uthmannstraße 12 Uthmannstraße 13 Uthmannstraße 14 Uthmannstraße 15 Uthmannstraße 16 Uthmannstraße 17 Uthmannstraße 18 Uthmannstraße 19 Uthmannstraße 20 Wildstraße 22 Wildstraße 24 Wildstraße 26 Wildstraße 28 Wildstraße 30 Wildstraße 32 Wildstraße 34 Wildstraße 36 Wildstraße 38 Wildstraße 40 | 1928–1930                               | 14. März 1985      | 41              |
| weitere Bilder                                               | Künstlerhaus Goldstraße                                            | Dellviertel Goldstraße 15 Karte                                              | dreigeschossiges historistisches Wohnhaus mit Jugendstil-Fassade, heruntergewirtschaftet und zur Ruine verkommen wurde es zwischen 1978 und 1980 umgebaut, renoviert und als städtisches Künstler- und Atelierhaus eröffnet | um 1890                                 | 13. März 1985      | 29              |
| Wohnhaus                                                     | Wohnhaus                                                           | Dellviertel Grünstraße 6 Karte                                               | dreigeschossiges, verputztes Wohnhaus mit beidseitig historistischer Anschlussbebauung | 1889                                    | 19. September 1996 | 398             |
| Mediengebäude                                                | Mediengebäude                                                      | Dellviertel Harry-Epstein-Platz 2 Karte                                      | ehemaliges Hauptpostamt, jetzt Mediengebäude der WAZ, NRZ, des Wochenanzeigers und von Radio Duisburg; nördlich des Hauptbahnhofs; Der viergeschossige Kopfbau mit Flachdach besitzt mittig an der Hauptfassade unter der Traufe eine Adlerskulptur aus Naturstein. | 1930er                                  | 19. Februar 1988   | 138             |
| weitere Bilder                                               | Villa                                                              | Duissern Hedwigstraße 1 Karte                                                | Entwurf des Bauunternehmers Josef Kiefer. Gründerzeitliches Wohnhaus, dass an das Gebäude Mülheimer Straße 43 als eigenständiges Einfamilienhaus angebaut wurde und die so eine Art Doppelhaus bilden | 1894–1895                               | 28. September 2011 | 623             |
| weitere Bilder                                               | Wohnhäuserensemble                                                 | Duissern Hedwigstraße 31, 33, 35 Karte                                       | von Wilhelm Pferdekämper entworfene Komplex aus drei, jeweils dreiachsigen, giebelständigen Wohnhäusern im Goerdeler-Park | 1898–1899                               | 6. Juli 2010       | 604             |
| weitere Bilder                                               | Villa                                                              | Hochfeld Heerstraße 259 Karte                                                | von Gottfried Projahn entworfenes Wohngebäude für den Schmierölfabrikanten August Gähringer im Stil des Historismus mit neobarockem Giebel, bleiverglasten Fenstern der Neorenaissance und einer Stuck-Bordüre des Jugendstils unterhalb der Traufe | 1903                                    | 21. April 1986     | 103             |
| Wohngebäude                                                  | Wohngebäude                                                        | Hochfeld Heerstraße 262 Karte                                                | Mietshaus, das der Bauunternehmer Mathias Sprünken im Jugendstil errichten ließ | 1911                                    | 28. September 2006 | 549             |
| weitere Bilder                                               | Ludgerushaus                                                       | Neudorf-Nord Heinrich-Bertmans-Straße 2 Karte                                | neoklassizistischer Palazzo-Bau, als Verwaltungsgebäude der Gussstahlfabrik Bischoff und Schulten errichtet, seit 1929 das Gemeindehaus der Pfarrei St. Ludger | 1898                                    | 13. März 1985      | 39              |
| Wohnhaus                                                     | Wohnhaus                                                           | Duissern Hohenstaufenstraße 26 Karte                                         | | 1909–1914                               | 3. April 1995      | 351             |
| Wohnhaus                                                     | Wohnhaus                                                           | Duissern Hohenstaufenstraße 28 Karte                                         | | 1909–1914                               | 3. April 1995      | 352             |
| Wohnhaus                                                     | Wohnhaus                                                           | Duissern Hohenstaufenstraße 37 Karte                                         | | 1909–1914                               | 3. April 1995      | 357             |
| Wohnhaus                                                     | Wohnhaus                                                           | Duissern Hohenstaufenstraße 38 Karte                                         | | 1909–1914                               | 3. April 1995      | 353             |
| Wohnhaus                                                     | Wohnhaus                                                           | Duissern Hohenstaufenstraße 39 Karte                                         | | 1909–1914                               | 3. April 1995      | 358             |
| Wohnhaus                                                     | Wohnhaus                                                           | Duissern Hohenstaufenstraße 42 Karte                                         | | 1909–1914                               | 3. April 1995      | 354             |
| Wohnhaus                                                     | Wohnhaus                                                           | Duissern Hohenstaufenstraße 44 Karte                                         | | 1909–1914                               | 3. April 1995      | 355             |
| Wohnhaus                                                     | Wohnhaus                                                           | Duissern Hohenstaufenstraße 47 Karte                                         | | 1909–1914                               | 3. April 1995      | 359             |
| Wohnhaus                                                     | Wohnhaus                                                           | Duissern Hohenstaufenstraße 49 Karte                                         | | 1909–1914                               | 3. April 1995      | 360             |
| Wohnhaus                                                     | Wohnhaus                                                           | Duissern Hohenstaufenstraße 51 Karte                                         | | 1909–1914                               | 3. April 1995      | 361             |
| Wohnhaus                                                     | Wohnhaus                                                           | Duissern Hohenstaufenstraße 52 Karte                                         | | 1909–1914                               | 3. April 1995      | 356             |
| Wohnhaus                                                     | Wohnhaus                                                           | Duissern Hohenstaufenstraße 55 Karte                                         | | 1909–1914                               | 3. April 1995      | 362             |
| Wohnhaus                                                     | Wohnhaus                                                           | Duissern Hohenstaufenstraße 57 Karte                                         | | 1909–1914                               | 3. April 1995      | 363             |
| weitere Bilder                                               | Katholische Kirche Christus König                                  | Dellviertel Johanniterstraße 93 Karte                                        | Architekt: Felix Hinssen | 1952–1953                               | 3. November 2021   | 715             |
| Wohnhaus                                                     | Wohnhaus                                                           | Altstadt Kardinal-Galen-Straße 1 Karte                                       | | 1906                                    | 13. März 1995      | 348             |
| Wohngebäude                                                  | Wohngebäude                                                        | Altstadt Kardinal-Galen-Straße 2, 4 Pulverweg 1 Karte                        | dreiflügeliger, fünfgeschossiger Gebäudekomplex mit Backsteinfassade von Gustav von Cube und Arthur Buchloh | 1921                                    | 13. November 2000  | 508             |
| Haus Enkling                                                 | Haus Enkling                                                       | Dellviertel Karl-Jarres-Straße 154 Karte                                     | repräsentative Villa mit Arztpraxis, im Erdgeschoss mit kubisch-blockhafter Architektur, von Rudolf Schwarz geplant; Das freistehende, dreigeschossige, flach gedeckte Gebäude wurde für das Arztehepaar Enkling erbaut. | 1935                                    | 26. Juli 2010      | 610             |
| weitere Bilder                                               | Karmelkirche „Mutter vom guten Rat“                                | Altstadt Karmelplatz 9 Brüderstraße Karte                                    | schlichter Neubau der Karmelitinnen unter der Mitarbeit von Heinz Thoma, die eine ursprünglich um 1315 erbaute, 1774–1775 erweiterte und im Krieg zerstörte Kirche der Minoriten ablöste | 1959–1961                               | 5. Juli 1994       | 338             |
| Büro- und Wohnhaus                                           | Büro- und Wohnhaus                                                 | Duissern Keetmannstraße 2a Mülheimer Straße 85 Karte                         | stattliches viergeschossiges Wohn- und Bürohaus, errichtet 1913 als Teil eines neuen Stadtentwicklungsgebietes an einer innenstadtnahen Hauptstraße (Mülheimer Straße) durch das Bauunternehmen Schäffer & Co. zur eigenen Nutzung und Vermietung; mit graublauen Klinkern verkleidete Fassaden, hohes Satteldach, Renaissanceformen und -schmuckelemente zum Teil in Naturstein | 1913                                    | 14. Februar 2017   | 701             |
| repräsentatives Wohnhaus im Stil des Art déco                | repräsentatives Wohnhaus im Stil des Art déco                      | Duissern Keetmannstraße 8 Karte                                              | Entwurf des Büros der Architekten Hanns Wissmann und Wilhelm Brenschede für den Industriellen Wilhelm von Lackum (Fabrik für Eisenkonstruktionen, Duisburg-Wanheimerort). | 1924                                    | 30. Mai 2017       | 703             |
| repräsentatives Wohnhaus im Stil des Art déco                | repräsentatives Wohnhaus im Stil des Art déco                      | Duissern Keetmannstraße 10 Karte                                             | Entwurf des Büros der Architekten Hanns Wissmann und Wilhelm Brenschede für Direktor Otto Bamberger, (stellv.) Vorstandsmitglied der Demag | 1924                                    | 29. Mai 2017       | 702             |
| repräsentatives Wohnhaus im Stil des Art déco                | repräsentatives Wohnhaus im Stil des Art déco                      | Duissern Keetmannstraße 12 Karte                                             | Entwurf des Büros der Architekten Hanns Wissmann und Wilhelm Brenschede für Kaufmann Bruno Coen aus Lennep | 1923–1924                               | 24. August 2015    | 680             |
| Villa mit Grundstücksmauer und Gartenhäusern                 | Villa mit Grundstücksmauer und Gartenhäusern                       | Duissern Kiefernweg 7 Karte 1, Karte 2                                       | Architekten: Heinrich Zeiler und Rudolf Kuckelmann; Bauherr: Nathan Max Rosenstern | 1926                                    | 31. März 2015      | 676             |
| weitere Bilder                                               | Straußsiedlung                                                     | Neudorf-Süd Koloniestraße u. a. Adressen siehe rechts Karte                  | zugehörige Adressen Koloniestraße 214 Koloniestraße 216 Koloniestraße 218 Koloniestraße 220 Koloniestraße 222 Nibelungenstraße 94 Nibelungenstraße 95 Straußplatz 3 Straußstraße 1 Straußstraße 3 Straußstraße 5 Straußstraße 6 Straußstraße 7 Straußstraße 8 Straußstraße 9 Straußstraße 10 Straußstraße 11 Straußstraße 12 Straußstraße 13 Straußstraße 14 Straußstraße 15 Straußstraße 16 Straußstraße 17 Straußstraße 18 Straußstraße 19 Straußstraße 21 Straußstraße 23 Straußstraße 25 Verdistraße 1 Verdistraße 3 Verdistraße 5 Verdistraße 7 Verdistraße 9 Waldstraße 154 | 1925                                    | 18. Juni 2001      | 519             |
| weitere Bilder                                               | Land- und Amtsgerichtsgebäude                                      | Altstadt König-Heinrich-Platz 1 Königstraße 29 Karte                         | | 1876–1878 1912 (Anbau)                  | 30. Juni 1986      | 107             |
| weitere Bilder                                               | Liebfrauenkirche                                                   | Altstadt König-Heinrich-Platz 3 Karte                                        | Architekt: Toni Hermanns | 1958–1961                               | 31. Mai 2005       | 535             |
| Mercatorhaus                                                 | Mercatorhaus                                                       | Altstadt Königstraße 61 Averdunkplatz 6, 8 Karte                             | repräsentatives Geschäftshaus im Jugendstil der Architekten Johann Brocker und dessen Sohn Carl Brocker | 1911–1913                               | 23. September 2008 | 576             |
| ehemaliges Rheingoldhaus                                     | ehemaliges Rheingoldhaus                                           | Dellviertel Königstraße 64 Karte                                             | Architekten: Wilhelm Weimann und Fritz Weimann. Erbaut als „Bürgerliches Brauhaus“ der Familie Werth. | 1912–1913                               | 4. Juli 2006       | 545             |
| weitere Bilder                                               | Stadtmauer                                                         | Altstadt Kuhlenwall Rabbiner-Neumark-Weg Karte                               | einzig großflächig erhaltene Stadtmauer aus dem Mittelalter im Ruhrgebiet; sie befindet sich auch am heutigen Innenhafen entlang der früheren Stadttore und wurde im 13. Jahrhundert um mehrere Türme, zum Beispiel um den Koblenzer Turm, erweitert. | um 1100                                 | 19. März 1985      | 58              |
| Wohn- und Geschäftshaus                                      | Wohn- und Geschäftshaus                                            | Altstadt Kuhstraße 5 Karte                                                   | | 1900                                    | 15. Dezember 1992  | 313             |
| Wohn- und Geschäftshaus                                      | Wohn- und Geschäftshaus                                            | Altstadt Kuhstraße 9, 11 Karte                                               | | 1913                                    | 15. Dezember 1992  | 314             |
| Verwaltungsgebäude                                           | Verwaltungsgebäude                                                 | Dellviertel Leidenfroststraße 1 Karte                                        | | 1925                                    | 15. Dezember 1992  | 318             |
| Fassade des Wohn- und Verwaltungsgebäudes mit Druckerei      | Fassade des Wohn- und Verwaltungsgebäudes mit Druckerei            | Dellviertel Leidenfroststraße 6 Karte                                        | | 1920–1922                               | 15. Dezember 1992  | 316             |
| weitere Bilder                                               | Gefallenendenkmal Neuenkamp                                        | Neuenkamp Lilienthalstraße Karte                                             | etwa drei Meter hohes Muschelkalk-Bauwerk; das erste Gefallenendenkmal Duisburgs für den Ersten Weltkrieg | 1928                                    | 27. Juni 2003      | 530             |
| Wohnhaus                                                     | Wohnhaus                                                           | Altstadt Lippestraße 1 Karte                                                 | Erstentwurf: Architekt Heinrich Zeiler; Bauunternehmung Kurth; Bauherr: Johannes Kahrmann. Traufständiges dreigeschossiges Wohnhaus mit Mietetagen | 1914                                    | 11. November 2011  | 627             |
| Bürogebäude                                                  | Bürogebäude                                                        | Neudorf-Nord Lotharstraße 53 Karte                                           | | 1938                                    | 19. April 1993     | 321             |
| ehemaliges Wöchnerinnen- und Säuglingsheim (Keetmanstiftung) | ehemaliges Wöchnerinnen- und Säuglingsheim (Keetmanstiftung)       | Neudorf-Nord Lotharstraße 63 Karte                                           | | 1925–1928                               | 8. September 1986  | 108             |
| weitere Bilder                                               | Katholische Pfarrkirche St. Ludger                                 | Neudorf-Nord Ludgeriplatz 2 Karte                                            | Architekt: Dietrich Hofferek | 1897                                    | 13. März 1985      | 38              |
| weitere Bilder                                               | Wohn- und Geschäftsgebäude                                         | Neudorf-Nord Ludgeriplatz 21 Karte                                           | | 1904                                    | 19. Juni 2006      | 544             |
| BW                                                           | ehemalige katholische Kaplanei St. Ludger                          | Neudorf-Nord Ludgeriplatz 31 Karte                                           | |                                         | 23. Oktober 2024   | 731             |
| BW                                                           | ehemaliges katholisches Pfarrhaus St. Ludger                       | Neudorf-Nord Ludgeriplatz 33 Karte                                           | |                                         | 24. Oktober 2024   | 732             |
| BW                                                           | ehemalige Kaplanei und Küsterei St. Ludger                         | Neudorf-Nord Ludgeriplatz 35 Karte                                           | |                                         | 24. Oktober 2024   | 762             |
| Wohnhaus                                                     | Wohnhaus                                                           | Duissern Lutherstraße 11 Karte                                               | | 1899                                    | 19. Oktober 1989   | 162             |
| Wohnhaus                                                     | Wohnhaus                                                           | Duissern Lutherstraße 30 Karte                                               | Architekten: Büros Neumann & Jungrod (Düsseldorf); Ausführung: Baugeschäft Jacob Muth; Bauherr: C. Gripekoven | 1899–1900                               | 21. März 2005      | 534             |
| weitere Bilder                                               | Landfermann-Gymnasium                                              | Altstadt Mainstraße 10 Karte                                                 | | 1909                                    | 20. März 1985      | 60              |
| Wohnblockbebauung                                            | Wohnblockbebauung                                                  | Altstadt Mainstraße 12–18 Lahnstraße 21 Karte                                | | 1923–1924                               | 12. März 2013      | 625             |
| weitere Bilder                                               | Evangelische Marienkirche                                          | Altstadt Marientor 1 Josef-Kiefer-Straße Karte                               | Saalkirche aus Backstein mit Holzkanzel (19. Jh.), Orgel (Leichel, Holzprospekt von 1867–1869) und Taufschale (1665, vergoldet). Neubau einer ursprünglich von Johannitern in den Jahren 1153 bis 1156 erbauten Hospitalkirche, seit 1543 evangelisch. | 1797–1802                               | 25. März 1985      | 64              |
| Lehrerdenkmal                                                | Lehrerdenkmal                                                      | Altstadt Marientor 1 Josef-Kiefer-Straße Karte                               | das Denkmal für den Elementarlehrer Ludwig Susen (1807–1863) wurde auf dem ehemaligen Friedhof an der evangelischen Marienkirche errichtet | 1875                                    | 15. Dezember 1992  | 319             |
| weitere Bilder                                               | Marientorbrücke                                                    | Kaßlerfeld Marientorstraße Karte                                             | Die Klappbrücke löste eine 1885 errichtete Drehbrücke ab. Der Neubau, von dem auch das Sperrtor (Denkmal-Nr. 491) betroffen war, war nach den Hochwasserkatastrophen 1924 und 1926 nötig. Sie ist 18 m breit und etwa 60 m lang. | 1926–1929                               | 8. Februar 1999    | 492             |
| weitere Bilder                                               | Sperrtor Marientor                                                 | Kaßlerfeld Marientorstraße 49/51 Karte 1, Karte 2                            | Hochwassersperrwerk inklusive der Marientorbrücke (Denkmal-Nr. 492) lösten zwischen 1926–1929 die Vorgängerbauten nach den Hochwasserkatastrophen 1924 und 1926 ab. Das Sperrtor am südwestlichen Ende des Innenhafens ist 20 m lang, 15 m breit und 8 m tief. | 1926–1929                               | 8. Februar 1999    | 491             |
| weitere Bilder                                               | Katholische Kirche St. Michael                                     | Wanheimerort Markusstraße 5 Karte                                            | Nach Plänen des Architekten Ferdinand Schultes im Stil der Neoromanik erbaute ziegelsichtige Basilika mit Querhaus und eintürmigem Westwerk. Die Kirche wurde am 18. Oktober 1903 geweiht, im November 2021 wurde die letzte Messe gefeiert. Im Denkmalschutz enthalten sind neben dem Kirchenbau eine Vielzahl an Ausstattungsstücken sowie die umgebende Freifläche. | 1902–1903                               | 25. April 2024     | 751             |
| Villa Köther                                                 | Villa Köther                                                       | Dellviertel Menzelstraße 55 Karte                                            | Architekt: Fritz Weimann; Bauherr: Speditionskaufmann Gustav Köther | 1923–1924                               | 28. September 2006 | 550             |
| weitere Bilder                                               | IHK-Gebäude mit Vorplatz                                           | Dellviertel Mercatorstraße 22/24 Friedrich-Wilhelm-Straße 107 Karte          | 1938 von den der Düsseldorfer Architekten Philipp Wilhelm Stang und Rudolf Marwitz geplantes Verwaltungsgebäude der Industrie- und Handelskammer (IHK), zuständig für Duisburg und die Kreise Wesel und Kleve, einschließlich Vorplatz | 1952–1953                               | 5. März 2009       | 582             |
| weitere Bilder                                               | Brunnenanlage mit Ankerskulptur                                    | Dellviertel Mercatorstraße 24 Karte                                          | Bildhauer: Zoltan Székessy. Befindet sich auf dem Platz vor dem IHK-Gebäude. | 1958                                    | 5. März 2009       | 582             |
| weitere Bilder                                               | Villa „Haus Königsberg“                                            | Duissern Mülheimer Straße 39 Karte                                           | | 1869–1870                               | 20. März 1985      | 61              |
| weitere Bilder                                               | Villa                                                              | Duissern Mülheimer Straße 43 Karte                                           | Entwurf des Bauunternehmers Josef Kiefer. Gründerzeitliches Wohnhaus, bildet mit dem angebauten Gebäude Hedwigstraße 1 eine Art Doppelhaus | 1894                                    | 5. November 2011   | 641             |
| Wohn- und Geschäftshaus                                      | Wohn- und Geschäftshaus                                            | Duissern Mülheimer Straße 101 Karte                                          | Repräsentative zweigeschossige Villa mit mansardähnlichen Dach, errichtet durch den Duisburger Bauunternehmer Jacob Muth | 1889                                    | 25. Mai 2016       | 693             |
| BW                                                           | Wohn- und Geschäftshaus                                            | Duissern Mülheimer Straße 103 Karte                                          | Repräsentatives villenartiges Wohn- und Geschäftshaus, errichtet durch den Duisburger Bauunternehmer Jacob Muth | 1886–1887                               | 19. Dezember 2022  | 748             |
| Jugendstilvilla                                              | Jugendstilvilla                                                    | Duissern Mülheimer Straße 107 Karte                                          | | 1903                                    | 13. März 1985      | 34              |
| weitere Bilder                                               | Wohnhaus mit Gaststätte „Lindenwirtin“                             | Duissern Mülheimer Straße 203 Karte                                          | | um 1760–1764                            | 8. Dezember 1986   | 112             |
| weitere Bilder                                               | Villa Max Küppers mit Parkanlage                                   | Neudorf-Nord Mülheimer Straße 214 Karte 1, Karte 2                           | Architekt: Rudolf Kuckelmann. Zum Denkmal gehört auch das Garagenhaus (Zum Drachensteig 1). | 1929–1930                               | 13. Januar 2009    | 585             |
| weitere Bilder                                               | Tritonbrunnen                                                      | Altstadt Münzstraße Karte                                                    | Entwurf von Fridolin Dietsche, Bau zusammen mit dem Duisburger Rathaus, Installation im Rathausdurchgang, 1970–1971 Aufstellung auf öffentlicherem Raum in der Münzstraße. Achteckiges Becken, was an den Seiten von Schildkröten und nördlich von einer Eidechse erklimmen wird. Südlich ein vier Meter hoher Pfeiler, auf dem der kindliche Triton auf einem Delfin reitet. | um 1900                                 | 26. November 1990  | 174             |
| Wohnhaus                                                     | Wohnhaus                                                           | Dellviertel Musfeldstraße 103 Karte                                          | | 1890er Jahre                            | 13. März 1985      | 33              |
| Wohnhaus                                                     | Wohnhaus                                                           | Dellviertel Musfeldstraße 105 Karte                                          | | 1890er Jahre                            | 13. März 1985      | 32              |
| ehemaliger Schlachthof Hochfeld                              | ehemaliger Schlachthof Hochfeld                                    | Dellviertel Musfeldstraße 120, 122 Karte                                     | | 1886                                    | 18. Januar 1999    | 485             |
| weitere Bilder                                               | Stadttheater Duisburg                                              | Altstadt Neckarstraße 1 Opernplatz Karte                                     | neoklassizistischer Bau von Martin Dülfer, Front wird durch einen Portikus mit Tympanon und sechs ionischen Säulen gebildet | 1910–1912                               | 19. März 1985      | 59              |
| weitere Bilder                                               | Evangelische Christuskirche                                        | Neudorf-Süd Neudorfer Markt 22 Karte                                         | Architekt: Friedrich Ratzel | 1905–1908                               | 22. Januar 2013    | 643             |
| Wohn- und Geschäftshaus                                      | Wohn- und Geschäftshaus                                            | Dellviertel Neue Marktstraße 4 Karte                                         | | 1895                                    | 5. Juni 2012       | 639             |
| Doppelwohnhaus                                               | Doppelwohnhaus                                                     | Dellviertel Neue Marktstraße 5, 7 Karte                                      | Repräsentatives Doppelwohnhaus der Gründerzeit, errichtet vom Duisburger Baugeschäft Guilleaume & Wegmann | 1886                                    | 23. April 2012     | 621             |
| Wohnhaus                                                     | Wohnhaus                                                           | Dellviertel Neue Marktstraße 8 Karte                                         | Architekt: Joseph Schrey | 1888                                    | 26. Oktober 2023   | 726             |
| ehemalige katholische Schule                                 | ehemalige katholische Schule                                       | Altstadt Niederstraße 3 Karte                                                | dreigeschossiges Backsteingebäude mit flachem Satteldach unter einem annähernd quadratischen Grundriss. Nachdem Zuzug von Industriearbeiterfamilien war eine Erweiterung des ersten, auf dem Klostergelände 1778 errichteten Schulbaus. Die katholische Volksschule umfasste zunächst zehn Klassenräume und Wohnungen für Rektor und Hausmeister, letztere musste aufgrund steigender Schülerzahlen jedoch 1909 aufgegeben werden. Die Zerstörungen des Zweiten Weltkriegs wurden 1950 behoben, woraufhin das Gebäude für städtische Verwaltungszwecke genutzt wurde. Seit 1980 nutzt es das Internationale Zentrum der Volkshochschule mit Büros und zu Schulungszwecken für ausländische Mitbürger. | 1893                                    | 7. Juli 1994       | 339             |
| weitere Bilder                                               | Dreigiebelhaus                                                     | Altstadt Niederstraße 30 Karte                                               | mittelalterliches Gebäude, einzig erhaltenes Wohnhaus Duisburgs, entstanden zur Zeit der niederländischen Backsteinrenaissance mit drei baugleichen Treppengiebeln, 1608–1806 Herberge des Klosters Duissern | 1536 1                                  | 25. März 1985      | 65              |
| weitere Bilder                                               | Stadtmauer mit Schäferturm                                         | Altstadt Obermauerstraße Kuhlenwall Karte                                    | einzig großflächig erhaltene Stadtmauer aus dem Mittelalter im Ruhrgebiet; sie befindet sich auch am heutigen Innenhafen entlang der früheren Stadttore und wurde im 13. Jahrhundert um mehrere Türme, zum Beispiel um den Koblenzer Turm, erweitert. | um 1100                                 | 19. März 1985      | 58              |
| weitere Bilder                                               | Hotel Duisburger Hof                                               | Altstadt Opernplatz 2 Karte                                                  | der Hotelbau der Hotel- und Bürohaus AG Duisburg mit aufwendig gegliederter Muschelkalk-Fassade liegt in unmittelbarer Nachbarschaft zum Stadttheater und dem City Palais. Geplant wurde der dreiflügelige Bau 1925 von den Mülheimer Architekten Pfeifer und Großmann. | 1926–1927                               | 24. November 2006  | 558             |
| Wohnensemble („Reichswohnungsbauten“)                        | Wohnensemble („Reichswohnungsbauten“)                              | Duissern Oranienstraße 4–22 Karte                                            | | 1923–1924                               | 11. März 2013      | 630             |
| weitere Bilder                                               | St.-Vincenz-Krankenhaus                                            | Dellviertel Papendelle 6 Karte                                               | Architekt: Vincenz Statz. Mehrflügeliger, als drei- bis viergeschossiger, grau geschlämmter Backsteinbau in neogotischer Formensprache ausgebildeter Gebäudekomplex, der stadtbildprägend im Zentrum der ab 1850 geplanten Duisburger Neustadt gelegen ist. Im Laufe der Zeit kam es zu mehreren Erweiterungen. | 1860–1861 1882–1883 1899–1901 1906–1907 | 23. Februar 2010   | 596             |
| weitere Bilder                                               | Villa                                                              | Duissern Parkstraße 4 Karte                                                  | Architekt: Wilhelm Weimann. Repräsentative, freistehende Backsteinvilla | 1924–1925                               | 31. Oktober 2014   | 668             |
| weitere Bilder                                               | Wohnhaus                                                           | Duissern Parkstraße 9 Karte                                                  | | nach 1912                               | 26. Juni 1994      | 333             |
| weitere Bilder                                               | Villa                                                              | Duissern Parkstraße 18 Karte                                                 | Architekt: Wilhelm Weimann. Backsteinsichtige repräsentative Villa | 1921–1922                               | 30. Juni 2014      | 657             |
| weitere Bilder                                               | Wasserturm                                                         | Hochfeld Paul-Esch-Straße 54 Karte                                           | | 1917                                    | 9. Oktober 1997    | 454             |
| Wohnhaus                                                     | Wohnhaus                                                           | Hochfeld Paulusstraße 13 Karte                                               | | 1898                                    | 6. Juli 1988       | 142             |
| weitere Bilder                                               | Speicher Allgemeine                                                | Altstadt Philosophenweg 17 Karte                                             | zehngeschossiges, verklinkertes Stahlbetonbauwerk mit flachem Satteldach der ehemaligen „Allgemeinen Speditions-Gesellschaft AG“, wodurch das eigentliche Silogebäude den Namen „Speicher Allgemeine“ bekam. Im Norden gehört ein kleiner, zweigeschossiger Anbau zum Gebäude | 1937                                    | 19. Juli 1995      | 378             |
| weitere Bilder                                               | Hafenforum                                                         | Altstadt Philosophenweg 19 Karte                                             | zweigeschossiges Speichergebäude aus Backstein mit Satteldach | 1950                                    | 19. Juli 1995      | 379             |
| Verladeeinrichtung mit Stahlgitterturm und Elevatoranlage    | Verladeeinrichtung mit Stahlgitterturm und Elevatoranlage          | Altstadt Philosophenweg 19 Karte                                             | Verladeeinrichtung vor dem „Speicher Allgemeine“, die bis in den fünften Stock des Silogebäudes reicht | –                                       | 19. Juli 1995      | 381             |
| Kran mit Kranbahn                                            | Kran mit Kranbahn                                                  | Altstadt Philosophenweg 19 Karte                                             | Drehkran der Firma Wolffkran vor dem Hafenforum | –                                       | 19. Juli 1995      | 382             |
| weitere Bilder                                               | Faktorei 21                                                        | Altstadt Philosophenweg 21, 21a Karte                                        | viergeschossiges, traufständiges Speichergebäude mit Satteldach, auf der Südwestecke des Daches befindet sich ein kubischer, turmartiger Aufbau | 1954                                    | 19. Juli 1995      | 380             |
| weitere Bilder                                               | Sacklager und Wohngebäude                                          | Altstadt Philosophenweg 23 Karte                                             | | 1899                                    | 13. Januar 1999    | 484             |
| weitere Bilder                                               | Silogebäude mit Elevatorturm                                       | Altstadt Philosophenweg 25 Karte                                             | | 1959                                    | 27. Januar 1999    | 488             |
| weitere Bilder                                               | Laderampe der ehemaligen Rheinischen Mühlenwerke                   | Altstadt bei Philosophenweg 25 Karte                                         | | 20. Jh.                                 | 11. März 1999      | 494             |
| weitere Bilder                                               | Werhahnmühle                                                       | Altstadt Philosophenweg 29, 31 Karte                                         | anstelle des niedergebrannten Vorgängers von den Rheinischen Mühlenwerken für die Firmen Cohen & Co. und Werhan erbauter sechsgeschossiger Mühlenbau mit Bürogebäude, Maschinen- und Transformatorenhaus und Schornstein | 1924                                    | 11. Dezember 1998  | 481             |
| Silogebäude                                                  | Silogebäude                                                        | Altstadt Philosophenweg 33 Karte                                             | | 1938                                    | 27. Januar 1999    | 487             |
| Roggenspeicher                                               | Roggenspeicher                                                     | Altstadt Philosophenweg 33 Karte                                             | | 1896                                    | 12. Januar 1999    | 482             |
| weitere Bilder                                               | Pneumatische Elevatorenanlage                                      | Altstadt Philosophenweg 33 Karte                                             | | 1938                                    | 12. Januar 1999    | 483             |
| weitere Bilder                                               | Hauptgebäude Germania Mühlenwerke GmbH                             | Altstadt Philosophenweg 49, 51, 55, 57 Karte                                 | | 1908                                    | 22. Januar 1993    | 305             |
| Backsteinmauer der Küppersmühle mit Einfahrt                 | Backsteinmauer der Küppersmühle mit Einfahrt                       | Altstadt Philosophenweg 49, 51, 53, 55, 57, 59, 61 Karte                     | | –                                       | 22. Januar 1993    | 308             |
| Ladebrücken                                                  | Ladebrücken                                                        | Altstadt Philosophenweg 49, 51, 55 Karte                                     | | 1926                                    | 22. Januar 1993    | 311             |
| weitere Bilder                                               | Kessel- und Maschinenhaus mit Schornstein                          | Altstadt Philosophenweg 53 Karte                                             | | 1915                                    | 22. Januar 1993    | 307             |
| Stahlblechsilo                                               | Stahlblechsilo                                                     | Altstadt Philosophenweg 55 Karte                                             | | 1908                                    | 22. Januar 1993    | 310             |
| Erweiterungsgebäude (Mehlmagazin)                            | Erweiterungsgebäude (Mehlmagazin)                                  | Altstadt Philosophenweg 57 Karte                                             | | 1916                                    | 22. Januar 1993    | 306             |
| weitere Bilder                                               | Laderampe der ehemaligen Germania Mühlenwerke                      | Altstadt bei Philosophenweg 57 Karte                                         | | 20. Jh.                                 | 11. März 1999      | 494             |
| BW                                                           | Wohn- und Werkstattgebäude                                         | Altstadt Philosophenweg 59/61 Karte                                          | | 1910er Jahre                            | 22. Januar 1993    | 309             |
| weitere Bilder                                               | Hauptbahnhof                                                       | Dellviertel Portsmouthplatz 1 Karte                                          | | 1931–1934                               | 19. Dezember 1984  | 7               |
| weitere Bilder                                               | Alte Post                                                          | Altstadt Poststraße 20/22/24/26 Karte                                        | ehemaliges Postamt Duisburg-Innenstadt | 1891–1982                               | 19. Februar 1988   | 139             |
| BW                                                           | Wohnhaus                                                           | Duissern Prinzenstraße 6 Karte                                               | |                                         | 22. Oktober 2024   | 759             |
| BW                                                           | Wohnhaus                                                           | Duissern Prinzenstraße 8 Karte                                               | |                                         | 22. Oktober 2024   | 760             |
| Wohnhaus und Lagergebäude mit Hofdurchfahrt                  | Wohnhaus und Lagergebäude mit Hofdurchfahrt                        | Altstadt Pulverweg 20/22 Karte                                               | | 1896–1901                               | 15. März 2011      | 635             |
| Wohngebäude                                                  | Wohngebäude                                                        | Dellviertel Realschulstraße 31 Karte                                         | | –                                       | 7. Dezember 2000   | 517             |
| BW                                                           | Evangelischer Kindergarten und ehemalige Handarbeitsschule         | Hochfeld Rheinhauser Straße 196 Karte                                        | Ziegelsichtiger mehrgeschossiger kubischer Flachbau nach einem Entwurf des Duisburger Architekten Otto Schmidt, errichtet durch die Evangelischen Kirchengemeinde Duisburg und eingebunden in eine Gruppe mit weiteren Gemeindebauten, der Hochfelder Pauluskirche von 1876 und dem anschließend um 1900 errichteten Gemeindehaus. Als evangelischer Kindergarten genutzt und in Verbindung mit Handarbeitsschule (2. OG) erbaut. | 1928–1929                               | 26. Oktober 2023   | 750             |
| weitere Bilder                                               | Salvatorkirche                                                     | Altstadt Salvatorstraße 22 Karte                                             | ältester Vorgängerbau aus dem 9. Jh., der heutige ist im 14. Jh. entstanden. Die heutige dreischiffige, evangelische Gewölbebasilika ist die historisch und baulich bedeutendste Kirche Duisburgs. Im Inneren besitzt sie unter anderem Glasfenster und Epitaphe, darunter eines von Gerhard Mercator. | 14. Jh. vmtl. 1316–1415                 | 25. März 1985      | 63              |
| weitere Bilder                                               | Kontorhaus                                                         | Kaßlerfeld Schifferstraße 20, 22 Karte                                       | ehemaliger Lehnkering-Speicher | 1913–1914                               | 26. November 1991  | 244             |
| weitere Bilder                                               | Getreideverladeturm vor dem ehemaligen Lehnkering-Speicher         | Kaßlerfeld bei Schifferstraße 22 Karte                                       | | 20. Jh.                                 | 11. März 1999      | 494             |
| weitere Bilder                                               | Getreidespeicher der RWSG                                          | Kaßlerfeld Schifferstraße 30 Karte                                           | verklinkerter, zehngeschossiger Stahlbeton-Getreidespeicher auf H-Grundriss, Anlage inklusive der zwei Portalkrananlagen mir deren Gleisunterbauten | 1936                                    | 16. April 2008     | 571             |
| weitere Bilder                                               | Korakran                                                           | Kaßlerfeld bei Schifferstraße 52 Karte                                       | | 1951                                    | 24. März 1999      | 496             |
| weitere Bilder                                               | Getreideverladeanlage der ehemaligen Firma Koch & Co.              | Kaßlerfeld bei Schifferstraße 80 Karte                                       | | 20. Jh.                                 | 11. März 1999      | 494             |
| weitere Bilder                                               | Backsteinsockel                                                    | Kaßlerfeld bei Schifferstraße 80 Karte                                       | quadratischer Backsteinsockel im Innenhafen | 20. Jh.                                 | 11. März 1999      | 494             |
| weitere Bilder                                               | Ladebühne der ehemaligen Firma Brohler                             | Kaßlerfeld bei Schifferstraße 90 Karte                                       | | 20. Jh.                                 | 11. März 1999      | 494             |
| weitere Bilder                                               | Elskeskran                                                         | Kaßlerfeld bei Schifferstraße 98 Karte                                       | | 1951                                    | 24. März 1999      | 495             |
| weitere Bilder                                               | Schwanentorbrücke                                                  | Kaßlerfeld Schwanentor Karte                                                 | | 1950                                    | 8. Dezember 1986   | 109             |
| weitere Bilder                                               | Botanischer Garten                                                 | Duissern Schweizer Straße 30 Denkmalstraße Karte                             | enger Zusammenhang mit den Kaiserberganlagen | ab 1891                                 | 17. August 2020    | 719             |
| ehemalige Schweizer Seidengaze-Fabrik                        | ehemalige Schweizer Seidengaze-Fabrik                              | Duissern Schweizer Straße 80 Karte                                           | | 1873                                    | 15. März 1995      | 349             |
| Einfriedungsmauer                                            | Einfriedungsmauer                                                  | Duissern Schweizer Straße 99, 101, 105 Karte                                 | | 1870er Jahre                            | 15. Dezember 1995  | 388             |
| weitere Bilder                                               | Haus Schwerdt                                                      | Duissern Schweizer Straße 105 Karte                                          | | um 1770                                 | 13. März 1985      | 30              |
| Wohnhaus                                                     | Wohnhaus                                                           | Altstadt Siegstraße 25 Karte                                                 | | 1910–1911                               | 22. Juli 1992      | 304             |
| Wohnhaus                                                     | Wohnhaus                                                           | Altstadt Siegstraße 27 Karte                                                 | | 1911                                    | 26. Juni 1994      | 334             |
| Manneken-Pis-Brunnen                                         | Manneken-Pis-Brunnen                                               | Dellviertel Sonnenwall Leidenfroststraße Karte                               | aus Steinschale und kubischen Sockel bestehender Brunnen, ursprünglich mit Bronze-Skulptur von August Kraus. Diese wurde 2013 im Lehmbruck-Museum eingelagert. | 1925                                    | 26. November 1990  | 173             |
| Wohnhaus                                                     | Wohnhaus                                                           | Dellviertel Sonnenwall 19 Salvatorweg 26 Karte                               | | 1909                                    | 22. Juni 1994      | 332             |
| Wohnhaus                                                     | Wohnhaus                                                           | Dellviertel Sonnenwall 23 Karte                                              | | um 1850                                 | 5. Juli 1994       | 335             |
| weitere Bilder                                               | Wohnhaus                                                           | Dellviertel Sonnenwall 41 Karte                                              | | 1900                                    | 5. Juli 1994       | 336             |
| Mercedes-Haus                                                | Mercedes-Haus                                                      | Dellviertel Sonnenwall 73 Karte                                              | | 1922–1924                               | 15. Dezember 1992  | 317             |
| AEG-Haus                                                     | AEG-Haus                                                           | Dellviertel Sonnenwall 79 Karte                                              | | 1913–1914                               | 15. Dezember 1992  | 315             |
| Wohnhaus                                                     | Wohnhaus                                                           | Altstadt Springwall 9 Karte                                                  | | 1903–1904                               | 7. Juli 1994       | 340             |
| Wohnhaus                                                     | Wohnhaus                                                           | Altstadt Springwall 11 Karte                                                 | | 1903–1904                               | 7. Juli 1994       | 341             |
| Wohnhaus                                                     | Wohnhaus                                                           | Altstadt Springwall 13 Karte                                                 | | 1902–1903                               | 7. Juli 1994       | 342             |
| Katholische Pfarrkirche St. Anna                             | Katholische Pfarrkirche St. Anna                                   | Neudorf-Süd St.-Anna-Weg 7 Karte                                             | | 1953–1955                               | 30. Mai 2006       | 543             |
| BW                                                           | Gemeinschaftsgrundschule Hochfelder Markt                          | Hochfeld St.-Johann-Straße 37 Karte                                          | |                                         | 11. September 2019 | 716             |
| BW                                                           | DGB-Haus                                                           | Altstadt Stapeltor 17, 19 Philosophenweg 1 Karte                             | | 1951–1952                               | 14. September 2007 | 569             |
| BW                                                           | Stadtmauer                                                         | Altstadt Steinsche Gasse Josef-Kiefer-Straße Karte                           | einzig großflächig erhaltene Stadtmauer aus dem Mittelalter im Ruhrgebiet; sie befindet sich auch am heutigen Innenhafen entlang der früheren Stadttore und wurde im 13. Jahrhundert um mehrere Türme, zum Beispiel um den Koblenzer Turm, erweitert. | um 1100                                 | 19. März 1985      | 58              |
| ehemalige Druckerei                                          | ehemalige Druckerei                                                | Altstadt Steinsche Gasse 32a Karte                                           | | 1925                                    | 15. Dezember 1992  | 312             |
| BW                                                           | Hochbunker „Marientorbunker“                                       | Dellviertel Steinsche Gasse 80 Karte                                         | |                                         | 8. März 2021       | 733             |
| weitere Bilder                                               | Friedhof Sternbuschweg                                             | Neudorf-Süd Sternbuschweg 295 Karte                                          | | ab 1870                                 | 3. Mai 2011        | 619             |
| Friedhof Sternbuschweg: Grabmal-Ensemble Vom Rath            | Friedhof Sternbuschweg: Grabmal-Ensemble Vom Rath                  | Neudorf-Süd Sternbuschweg 295 Karte                                          | | –                                       | 20. März 1985      | 62              |
| Friedhof Sternbuschweg: Grabmal Stallmann                    | Friedhof Sternbuschweg: Grabmal Stallmann                          | Neudorf-Süd Sternbuschweg 295 Karte                                          | | 1899                                    | 2. November 2006   | 555             |
| Friedhof Sternbuschweg: Grabmal Müller                       | Friedhof Sternbuschweg: Grabmal Müller                             | Neudorf-Süd Sternbuschweg 295 Karte                                          | | 1839                                    | 12. Februar 2007   | 566             |
| Friedhof Sternbuschweg: Grabmal Böninger                     | Friedhof Sternbuschweg: Grabmal Böninger                           | Neudorf-Süd Sternbuschweg 295 Karte                                          | | 1871                                    | 13. September 2010 | 612             |
| weitere Bilder                                               | Friedhof Sternbuschweg: Kapelle                                    | Neudorf-Süd Sternbuschweg 297 Karte                                          | | 1874                                    | 13. März 1985      | 28              |
| BW                                                           | Stadtmauer                                                         | Altstadt Untermauerstraße Karte 1, Karte 2                                   | einzig großflächig erhaltene Stadtmauer aus dem Mittelalter im Ruhrgebiet; sie befindet sich auch am heutigen Innenhafen entlang der früheren Stadttore und wurde im 13. Jahrhundert um mehrere Türme, zum Beispiel um den Koblenzer Turm, erweitert. | um 1100                                 | 19. März 1985      | 58              |
| weitere Bilder                                               | Stadtmauer                                                         | Altstadt Unterstraße Calaisplatz Karte 1, Karte 2, Karte 3                   | einzig großflächig erhaltene Stadtmauer aus dem Mittelalter im Ruhrgebiet; sie befindet sich auch am heutigen Innenhafen entlang der früheren Stadttore und wurde im 13. Jahrhundert um mehrere Türme, zum Beispiel um den Koblenzer Turm, erweitert. | um 1100                                 | 19. März 1985      | 58              |
| weitere Bilder                                               | Karl-Lehr-Schule                                                   | Wanheimerort Wacholderstraße 12 Karte                                        | | 1927–1929                               | 18. Juni 2003      | 529             |
| Wohnhaus                                                     | Wohnhaus                                                           | Dellviertel Wallstraße 48 Karte                                              | | 1883                                    | 20. Dezember 1993  | 328             |
| Wohn- und Geschäftshaus                                      | Wohn- und Geschäftshaus                                            | Dellviertel Wallstraße 50 Karte                                              | | –                                       | 13. März 1985      | 31              |
| Wasserturm                                                   | Wasserturm                                                         | Hochfeld Wanheimer Straße Karte                                              | im Rheinpark Duisburg | 1949–1950                               | 16. Februar 2022   | 742             |
| weitere Bilder                                               | Evangelische Pauluskirche                                          | Hochfeld Wanheimer Straße 80 Karte                                           | | 1875–1877                               | 10. März 1994      | 330             |
| BW                                                           | ehemaliges Duisburger Kabelwerk: Ursprungsbau                      | Wanheimerort Wanheimer Straße 270-276 Karte                                  | | 1894                                    | 16. Juli 2025      | 727             |
| BW                                                           | ehemaliges Duisburger Kabelwerk: Fabrikgebäude                     | Wanheimerort Wanheimer Straße 270-276 Karte                                  | | 1916 1925                               | 16. Juli 2025      | 727             |
| BW                                                           | ehemaliges Duisburger Kabelwerk: Vulkanisierungsturm               | Wanheimerort Wanheimer Straße 270-276 Karte                                  | | 1967                                    | 16. Juli 2025      | 727             |
| BW                                                           | Pfarrwohnhaus                                                      | Hochfeld Wanheimer Straße 159, 161 Karte                                     | Wohnhaus St. Bonifatius, ehemalige Kaplanei | 1892–1893                               | 17. August 2020    | 717             |
| BW                                                           | ehemaliges Pfarramt                                                | Hochfeld Wanheimer Straße 163b Karte                                         | | 1870                                    | 17. August 2020    | 718             |
| weitere Bilder                                               | Katholische Pfarrkirche St. Bonifatius                             | Hochfeld Wanheimer Straße 165 Karte                                          | | 1911–1912                               | 13. März 1985      | 37              |
| Welker Villa                                                 | Welker Villa                                                       | Dellviertel Welkerstraße 17 Karte                                            | Architekt: Wilhelm Weimann; Bauherr: Generaldirektor Johann Wilhelm Welker. Besteht aus Wohnhaus, Nebengebäude (Gärtnerhaus), Hühnerstall und Gartenanlage | 1925                                    | 7. März 2013       | 637             |
| BW                                                           | Laderampenüberdachung des Bahnausbesserungswerks Wedau             | Neudorf-Süd Werkstättenstraße 25 Karte                                       | | um 1914                                 | 13. Juni 2018      | 706             |
| Kegelbunker                                                  | Kegelbunker                                                        | Neudorf-Süd Werkstättenstraße 25 Karte                                       | | 1941                                    | 13. Juni 2018      | 707             |
| BW                                                           | Zylinder- oder Rundbunker                                          | Neudorf-Süd Werkstättenstraße 25 Karte                                       | | um 1942                                 | 13. Juni 2018      | 708             |
| weitere Bilder                                               | Villa                                                              | Duissern Wilhelmshöhe 6 Karte                                                | | 1912–1914                               | 3. März 2011       | 617             |
| weitere Bilder                                               | Fahrenkamp-Anbau                                                   | Duissern Wilhelmshöhe 8 Karte                                                | von Emil Fahrenkamp im Stil der Moderne entworfener Anbau der Villa Henle, der als Ausgleich des zu kleinen Empfangsbereiches des Haupthauses gebaut wurde | 1960                                    | 26. Mai 2006       | 539             |
| weitere Bilder                                               | Villa Henle                                                        | Duissern Wilhelmshöhe 10 Karte                                               | von Gustav von Cube und Arthur Buchloh errichtetes zweigeschossiges repräsentatives Wohnhaus im Villenviertel Kaiserberg, benannt nach dem Industriellen Günther Henle, der 1937 in das Gebäude einzog. Seit 1997 stand es samt Fahrenkamp-Anbau leer und wurde 2018 im Rahmen des Bauprojektes „Quartier Wilhelmshöhe“ renoviert und ab 2019 vermarktet. | 1921                                    | 26. Mai 2006       | 539             |
| weitere Bilder                                               | Kolumbarium                                                        | Duissern Wintgensstraße 72 Karte                                             | bis 2004 evangelische Kirche von Duissern, seit 2012 genutzt als Kolumbarium | 1966–1971                               | 4. Dezember 2008   | 583             |
| weitere Bilder                                               | Wohnhaus                                                           | Duissern Zieglerstraße 8 Karte                                               | | 1925                                    | 10. März 1994      | 331             |
| BW                                                           | Garagenhaus der Villa Max Küppers                                  | Neudorf-Nord Zum Drachensteig 1 Karte                                        | Architekt: Rudolf Kuckelmann | 1929–1930                               | 13. Januar 2009    | 585             |

## Ehemalige Baudenkmäler
| Bild           | Bezeichnung                                                                                             | Lage                                                          | Beschreibung | Bauzeit   | Eingetragen seit            | Denkmal- nummer |
| -------------- | --- | ------------------------------------------------------------- | --- | --------- | --------------------------- | --------------- |
| BW             | Bankgebäude                                                                                             | Dellviertel Claubergstraße 11 Karte                           | Architekt: Hermann Stiller. Ehemaliges Bankgebäude der Bergisch-Märkischen Bank, in ähnlichem Stil gehalten wie das ebenfalls von Stiller entworfene ehemalige Reichsbankgebäude. Löschung aus der Denkmalliste zugunsten eines Teilabrisses 2006/2007 für das Einkaufszentrum Forum Duisburg, bei dem ein Teil der Fassade erhalten blieb und in das neue Bauwerk integriert wurde.                                                                                                   | 1900      | 13. März 1985               | 35              |
| BW             | Umfassungswände mit zweiseitig vorgehängter Gitterfassade des Kaufhauses Kaufhof (ehem. Merkur, Horten) | Dellviertel Düsseldorfer Straße 32/34/36 Karte                | Architekten: Harald Loebermann und Helmut Rhode | 1958      | 24. September 2008          | 577             |
| BW             | Wohnhäuser                                                                                              | Duissern Felsenstraße 20/28/32/34 Karte                       | Löschung aus der Denkmalliste wegen Abbruchs |           | November oder Dezember 1998 | 479             |
| BW             | ehemalige Viehmarkthallen                                                                               | Hochfeld Friedenstraße 5/7 Karte                              | Löschung aus der Denkmalliste wegen Abbruchs |           | 7. April 1999               | 497             |
| weitere Bilder | Mercatorhalle                                                                                           | Altstadt König-Heinrich-Platz 2/4 Landfermannstraße 6/8 Karte | Architekten: Gerhard Graubner, Heido Stumpf und Peter Voigtländer; 2002 erfolgte per Ministerentscheid der Obersten Denkmalbehörde die Abbruchgenehmigung, 2005 abgerissen | 1959–1962 | 2. Hälfte 2001              | 524             |
| BW             | Doppelwohnhaus                                                                                          | Hochfeld Paulusstraße 17/19 Karte                             | Gründerzeitbau; 2024 gelöscht, da doch kein Denkmal nach Prüfung der Begriffsbestimmungen des Denkmalschutzgesetzes |           | 16. Dezember 2020           | 724             |
| weitere Bilder | Hauptbahnhof: Bahnsteighalle                                                                            | Dellviertel Portsmouthplatz 1 Karte                           | einzigartiges Bauprinzip mit Dächern über den Bahnsteigen und Öffnungen über den Gleisen mit anspruchsvoller Konstruktion der Stützen, sodass der Rauch der Dampflokomotiven abziehen und gleichzeitig Tageslicht einfallen konnte. Aufgrund fehlender Instandhaltungsmaßnahmen in desolatem Zustand, der als nicht sanierungsfähig eingeschätzt wurde. Deshalb 2012 aus dem Denkmalumfang des Hauptbahnhofs entfernt, seit 2022 zugunsten einer komplett neuen Überdachung im Abriss. | 1931–1934 | 19. Dezember 1984           | 7               |
| BW             | Backsteinsockel                                                                                         | Kaßlerfeld bei Schifferstraße 90 Karte                        | historischen Backsteinsockel im Holzhafen, nach 2014 zugunsten des Eurogates abgerissen | 20. Jh.   | 11. März 1999               | 494             |